# NGC 5584
NGC 5584 ist eine Balken-Spiralgalaxie vom Hubble-Typ SBc im Sternbild Jungfrau, die etwa 72 Millionen Lichtjahre von der Milchstraße entfernt ist.
Entdeckt wurde das Objekt am  27. Juli 1881 von Edward Barnard.